# Wish (漫画)
『Wish』（ウィッシュ）は、CLAMPの漫画。『ミステリーDX』（角川書店）1995年11月号から1998年7月号まで連載された。全23話＋Extraが3話。単行本は全4巻。なおCLAMP作品の作画は主にもこな（当時はもこなあぱぱ）が担当するが、本作では猫井椿（当時は猫井みっく）が担当している。
1997年にアニメーションクリップが制作され、その内容は2007年に発売された、CLAMP15周年記念アルバム「CLAMPAZAR」のDVDで確認することが出来る。
後に発表されたCLAMPの作品『こばと。』とは世界観を共有しており、同作のテレビアニメ版では本作も原作として共同クレジットされている。なお、『こばと。』アニメ化に伴い、コミックス（全4巻）が新装版として再版された（旧版は『あすかコミックスDX』、新装版は『角川コミックス・エース』）。

## あらすじ
病院で医者として働いている栩堂琇一郎は、ある日の深夜、カラスに襲われていた天使・琥珀を帰宅途中に助け出す。琥珀はお礼に琇一郎の「願い」を叶えると言いだし、居候することになる。しかし琥珀にとって地上の生活は慣れないものだったため、失敗を繰り返す。そんな琥珀を優しく見守り助けてくれる琇一郎に、いつしか琥珀は惹かれていく。しかし2人には、思いあい結ばれても一緒にいることのできない過酷な運命が待っていた。

## 登場人物

### 主要人物
琥珀（こはく）
主人公。地上では日が暮れると力が足りずに小さくなってしまう天使。だが天界では四天使長に次ぐ力を持っていて、神にも気にかけられている。天界で最も美しい心を持ち、その心の持ち主の歌でしか孵せないという「天使の卵」の任を担っている。外見は女性的だが、天使なので男性でも女性でもない。
翡翠、黒燿と合流し栩堂家で同居を始めてから、やや怖い面立ちの黒燿を怖がっている。紅榴の使い魔たちに「ほえほえ」と評されるほど天然でおっとりした性格で、頭はいいが法願をうまく使えないため、水道の水に宿る精霊に呼びかけて庭に水播きしようとして琇一郎まで水浸しにするなど、ややドジな一面もあり、紅榴の吐く嘘もよく信じる。特に攻撃法願が苦手。
水天使・透輝が迎えに来たため、1度は天界に帰るが、その際、泣いてしまった琥珀に伸ばされた琇一郎の手にイヤリングを片方残していった。その後、天界にて務めを果たす合間に、琇一郎が気になって仕方がない自分に気づき、法願で栩堂家を見たりしていた。そのため、感情を抑えられなくなり、神の許しも得ず、独力で地上へ再度降臨してしまう。
琇一郎の死後、神からの罰として、小さな姿に変えられ、法願を全て奪われた（当然飛ぶことも出来なくなったし、本来の姿にも戻れなくなった）上、100年間その姿で眠れと伝えられる。が、それは神の温情（100年後に現れる「琇一郎の転生者（=宗一郎）」に会えるように）であった。その後、3人の天使長、翡翠、黒燿、紅榴が共同で発動させた法願によって、庭の藤の木の中で100年間、眠りにつく。
栩堂 琇一郎（くどう しゅういちろう）
病院で外科医として働いている医者。1月31日生まれの28歳。琇一郎の母は血の繋がりのない藤の木の精で、本人の出生も謎である。無愛想で、口数の少ない男性だが、根は優しい。そのため、入院している子供達には人気。
とても現実的な人で、当初、琥珀に出会ったときも「願い事は自分で叶えるものだ」とまで言ってのけたほど。外見は黒燿に似ている。
琥珀に「1人では叶えられない願い」を告げた後のある夜、琥珀と共に外出していて急に倒れ、息を引き取る。
紅榴（こうりゅう）
琥珀をいじめるのが大好きな悪魔で魔王の甥っ子。地上では日が昇ると体が小さくなってしまう。瑠璃（るり）と破璃（はり）という猫の使い魔がいる。瑠璃と破璃が言うには、琥珀をいじめるのはいわゆる「好きな子いじめ」だという。本人はそのことを全力否定しているが、琥珀が琇一郎と一緒にいるのを見て、腹を立てているところをみると、あながち間違いではないらしい。琥珀からは上述のいじめが原因で非常に嫌われており、100年後でも鬱陶しがられている。
ただ眠っていた琥珀とは違い、100年間修行し続けたため、100年後には昼間でも通常の姿を保てるようになっている。
普段から低血圧だが、従兄弟の黒燿の寝床では、夕方まで寝ていたらしい。人間の魂と死体を食べることがあるが、人間と同じ食べ物を食べることがある。
翡翠（ひすい）
突然天界から姿を消し、琥珀が地上へ降りてきた理由となった天使。四天使長の一人で風を司る風天使。四天使長の中では琥珀を最も可愛がっていた。一見すると穏やかで温和な性格だが、藍晶に「榴輝以上の激情型」と評されたほど強情な一面を持つ。地上に来た理由は悪魔・黒燿と駆け落ちしたため。左耳には黒燿の左目であるピアスをつけている。その黒燿より年上らしい。容貌は非常に女性的だが、全体的に丸っこい琥珀とは違い体のラインに丸みはなく、女性的な容姿の男性にも見える。
天界にいた頃、琥珀に「1人では叶えられない願い」のことを教え、合流してから琥珀が琇一郎に惹かれて行くのをずっと見守っていた。作中では黒燿と「大人の恋愛」を繰り広げる。
頭のてっぺんから足の先まで黒燿に食べられたため、天使ではなくなり（ただし、翼は残っており、法願も使える）、料理をしても問題はない。後に、天使長の位を剥奪され、天界に戻ることを禁じられる（実質追放である）。かなりの料理上手。
黒燿（こくよう）
『橋』の泉で、翡翠に一目惚れし、恋に落ちてしまった元魔王の息子。「爆炎の黒燿」の異名を持つ。翡翠と一緒に居るために地界の主である次期魔王の座を捨て、翡翠と共に人間界へと降りる。自分の魔力の半分を入れた左目をピアスとして翡翠に預けている（魔王の一族は、求婚の際に自身の左目を生涯愛すると決めた者に預けるのが決まりである）。そのため、左眼の本来瞳があるところは縁を残して白い。何よりも翡翠を大事にし、地界と天界が全面戦争になっても翡翠が無事ならそれでいいとまで言うほどの愛しぶり。翡翠と駆け落ちした際の条件は「人の魂ではなく、人間と同じ食事を食べること」。
琇一郎を見かける度反応する瑠璃・破璃を見て、紅榴に地界から「人の寿命を書いた本」を密かに取ってこさせ、琇一郎の死期が近いことを琥珀に教えたこともある。
助平な性格で、翡翠と出会う前から両手の指では足りないほど天使に手をつけたらしいが、翡翠と出会って以降、翡翠以外の天使には手をつけていない。紅榴にも手をつけたらしい。
瑠璃（るり）&破璃（はり）
紅榴の使い魔である双子の少女達。普段は猫の姿をしているが、夜になると女の子の姿になる。見分け方は彼女達が身に着けているアクセサリーで、丸い青玉がついている方が瑠璃、長石のような白い飾り（角柱型もしくはキューブ型）がついている方が破璃。カラーでは目の色も違っている（瑠璃は青、破璃は灰色）が、本編中ではこのアクセサリー以外に見分け方はない。猫のときは尻尾の飾りで見分けがつく。
共に関西弁で喋る。紅榴の命令なら何でも聞く忠実な使い魔だが、情報収集をすると時々内容がとんちんかんになるのが玉にキズ。紅榴と一緒に琥珀をいじめることがある。紅榴同様、人間の魂と死体を食べることがあるが、人間と同じ食べ物を食べることがある。
栩堂 宗一郎（くどう しゅういちろう）
終盤（琇一郎の死から100年後）に現れた琇一郎の転生者。17歳。琇一郎と共に葬られた琥珀のイヤリングを、生まれたときに握っており、先祖の遺言に従って琇一郎の家にやってきた。彼が庭の藤の木に気付いた時、琥珀が眠りから覚めた。以降、琥珀、翡翠、黒燿と暮らしている。

### 四天使長
透輝（とうき）
気難しいことで有名な、四天使長の一人で水を司る水天使。地天使・藍晶に惚れられているが、悪い気はしていないらしい。無愛想で面倒くさがりではあるが、琥珀のことは気にかけており、神様に連れ戻すようにと命令されたときは、他の天使に任せてもいいのに、自ら連れ戻しに人間界に降り立った。しっかりしているように見えるが、実は押しに弱く、しつこいのは嫌いらしい。四天使長の中では最も幼く見える。
藍晶（らんしょう）
四天使長の一人で大地を司る地天使。水天使・透輝が好きでしつこく好きだと言い張っているらしい。やたら長い後ろ髪を1本の三つ編みにしている。穏やかで優しい性格。しかし、ヒステリックになっているときの榴輝を透輝に押し付けていったりするあたりはちゃっかりしているといえる。普段はその榴輝のストッパー役。
ラジオドラマではアンティークショップを営む青年に変身し、琥珀を見守る。また、蛍が歌っていた曲が流れるオルゴールを琥珀に渡す。
榴輝（りゅうき）
四天使長の一人で火を司る火天使。誰よりも翡翠のことが好きで、翡翠が失踪したときは自ら探しに行こうとしたほど。火天使だけあって普段から感情の起伏が激しく、翡翠のことになるとそれがさらに倍増される。翡翠が黒燿と駆け落ちしたことを知ったときは嫉妬と悲しみでいっぱいいっぱいだったが、それが翡翠の意志であり、翡翠が幸せになるならと身を引く。しかし、黒燿のことは大嫌いらしい。
翡翠（ひすい）
主要人物を参照。

### 栩堂家
『合法ドラッグ』の主人公・風疾の姓も「栩堂」だが、『Wish』の栩堂家との関係は不明。
栩堂 周丞（くどう しゅうすけ）
琇一郎の父で、藤の木の精である蛍を見つけて名前を与え、結婚した。琇一郎とは血のつながりはないらしい。琇一郎が高校2年の時に、飛行機事故で亡くなる。
栩堂 信一郎（くどう しんいちろう）
琇一郎の義理の祖父で、現在はカナダに住み会社を経営している。琇一郎の顔を見に唐突にやってきたが、その際出逢った琥珀を大変気に入っており、以降は琥珀に会いたいがために日本へやってくることも。琇一郎は本当の孫ではないが、とても可愛がっていた。海外暮らしが長いためか、とても気さくで陽気な老人。琇一郎が運命をたどった後は、琥珀に琇一郎の自宅を譲る。
蛍（ほたる）
琇一郎の母親。だが、琇一郎が16歳の時の外見は13、4歳という幼い少女の姿であった。本来は公園にある藤の木の精であるため、目が見えず、自分で歩くことも出来ないが、かわりに気配を感じることができるので、未来から来た琥珀と紅榴に気づくことができた。目の色は紫色。
周丞と出会って結婚したが、彼の死がわかってしまった時に、もう笑顔でいられないからと藤の木へと戻る。その際に未来から来た琥珀が、紅榴の気まぐれで過去へ置き去りにされてしまったために、残りの13年分の命と引き換えに琥珀を未来へと帰し、息子である琇一郎のことを託す。

### その他
珊瑚（さんご）
老婆が経営するタバコ屋で寝てばかりいる白い猫。実は二重人格で、昼間は珊瑚という寝てばかりいる穏やかな人格が出ており、夜になると凶暴な別の人格が表に出てくる。その人格は琇一郎のお使いに訪れた琥珀を気に入り、お嫁にしたいと思っている。別人格に名前はなかったが、琥珀に名前をつけてほしいと頼み、「真珠」という名前をもらう。琥珀が好きなので琇一郎によく噛み付いてくる。珊瑚が出ているときは目が銀色、真珠が出ているときは目が金色になる。
100年後にはガーネットという名前で、同じくタバコ屋で寝てばかりいる。
小鳥達
琇一郎の庭によく遊びに来る小鳥達。琥珀とはよくおしゃべりをしており、仲がよい。この鳥たちに名前はないが、卵に羽やくちばしがついた様に見えるせいか、自分達を「たまご鳥」と呼ぶ。
『うしゃぎ』さん
神（天界）からの使い。デフォルメされたウサギで、背中に羽が生えている。植物（花や葉）に姿を変えた、神からの伝言を届ける。

## 用語
天使（てんし）
天界に住む、神を頂点として生活する生命体で、「生命の樹」に実る「天使の卵」から孵る。神の補佐役として四大元素を司り、守護する役職である四天使長をトップとする。他の生物と異なり男性でも女性でもない。日の光を力の源とし、ミルクや蜂蜜といったものしか口に出来ない（命を奪うことを禁じられているため）。
法願力が高い高位の天使は日が落ちても本来の姿を保てる。しかし法願力が低いと、日が落ちると同時に小さくなってしまう（昼の間はどちらの姿も取れる）。
悪魔（あくま）
地界に住む、魔王を頂点として生活する生命体。天使との仲はあまり良くない。作中では男性以外登場しないが、結婚や出産という概念があることから、女性悪魔も存在する模様。月の光を力の源とし、使い魔を持つ者もいる。
法願力が高い高位の悪魔は日が昇っても本来の姿を保てる。しかし法願力が低いと、日が昇ると同時に小さくなってしまう（夜の間はどちらの姿も取れる）。
キレイな人間の魂は彼らのご馳走であるため、死が近い人間に近づくと気分がよくなるという反応を示す。また、魔王と後継者にしか読めず、地界から持ち出しが禁止されている、「人間の寿命を記した本」を持つ。
法願（ほうがん）
天使と悪魔両方が使える、一種の魔法のような力。精霊の力を借りて様々な現象を起こす。攻撃・防御・補助の3種類に大別される。法願を使う際、額を中心に固有の模様が浮かぶ。
天界（てんかい）・地界（ちかい）・人間界（にんげんかい）
天使達が住む世界を「天界」、悪魔達が住む世界を「地界」、人間達が住む世界を「人間界（あるいは地上）」と称する。天使は地界に入れず、悪魔も天界に入れない。そのため、翡翠たちは人間界に駆け落ちした。こばと。#用語集も参照。
『橋』（はし）
天界と地界の狭間にある中立地帯。一季ごとに天界と地界の代表者が集まって、各種条約を議論・締結する会議場でもある。

## ドラマCD

### 声の出演
- 琥珀 - 小西寛子
- 栩堂琇一郎 - 一条和矢
- 紅榴 - 今井由香
- 翡翠 - 井上喜久子
- 黒燿 - 小杉十郎太
- 瑠璃 - 大谷育江
- 破璃 - 西村ちなみ
- 園村隆司（藍晶） - 安井邦彦

### 音楽（ドラマCD）
- 音楽 - 片倉三起也（ALI PROJECT）
- 主題歌 - ALI PROJECT「Wish」
- 挿入歌 - ALI PROJECT 「夢のあとに après un réve」
  - 琇一郎の母、蛍の子守唄として登場する。

## アニメーションクリップ

### 内容
オープニング
琥珀が羽の舞う空から夜の人間界へ向かうと、町には紅榴･瑠璃･破璃が、栩堂家には縁側に座る黒耀･翡翠、そして庭でバイクを整備する琇一郎がいた。普段の暮らしを描いたフィルムのあと、紅榴･琥珀の変身（小さな姿から通常の姿へ）が描かれている。
エンディング
たまご鳥8羽がオーケストラを演奏するイントロが流れ、猫姿の瑠璃･破璃が登場。ミニサイズの琥珀をいじめようとミニサイズの紅榴が追い回す間に、瑠璃･破璃が、火にかけた大鍋の中で、羽の生えたボトルに入った2種類の液体を混ぜて、紅榴のために何かを作ろうとする。が、1回目は大量の花を、2回目は無数のたまご鳥を作ってしまう。鍋から飛び立ったたまご鳥は紅榴を包み込むようにして邪魔をし、最終的に瑠璃･破璃もそこから逃げようとする紅榴に巻き込まれるというもの。

### 音楽（アニメーションクリップ）
- オープニング「Wish」
- エンディング「エンジェル･エッグの作り方〜for Ruri & Hari」
  - 共に作詞 - 宝野アリカ / 作曲 - 片倉三起也 / 歌 - ALI PROJECT

### スタッフ
- 原作 - CLAMP（角川書店･あすかコミックスDX 刊）
- 企画 - 大川七瀬
- プロデューサー - 五十嵐さつき
- キャラクター原案 - 猫井みっく
- 監修 - りんたろう
- タイトル - マキ・プロ
- ビデオ編集 - キュー・テック
- 現像 - 東京現像所
- キャラクターデザイン・作画監督 - 阿部恒
- オープニング絵コンテ - もこなあぱぱ
- エンディング絵コンテ - 遠藤卓司、入好さとる
- 美術監督 - 上原伸一
- 撮影監督 - 山口仁
- 音響監督 - 本田保則、鶴岡陽太
- 音響制作 - アーツプロ（寺尾恵子）
- 監督 - 遠藤卓司
- 制作プロデューサー - 丸山正雄（マッドハウス）、池口和彦（バンダイビジュアル）
- 制作 - CLAMP CO;LTD、SHELTY CO.,LTD

## 書籍
- ずっといっしょにいてほしい（画集、2001年）